# Арсам (сын Дария I)
Арсам (на древнеперсидском языке его имя звучало как Аршама; погиб в 480 до н. э.) — представитель династии Ахеменидов.

## Биография
Арсам был сыном персидского царя Дария I и Артистоны, дочери Кира Великого. Его родным братом был Гобрий.
Во время вторжения в Грецию персидской армии во главе с царём Ксерксом I в 480 году до н. э. Арсам возглавлял контингент эфиопов и арабов. Вероятно, он погиб в битве при Саламине, если он был идентичен с человеком, носившим такое же имя и упоминаемым Эсхилом. В более раннем стихе Арсам фигурирует как «священного Мемфиса царь», что иногда приводит к путанице с более поздними сатрапом Египта Арсамом.